# Arxiu MacTutor d'Història de les Matemàtiques
El MacTutor History of Mathematics archive (Arxiu MacTutor d'Història de les Matemàtiques) és un arxiu de la història de les matemàtiques allotjat en una pàgina web creada per i sota la cura de John J. O'Connor i Edmund F. Robertson, i patrocinada per la Universitat de Saint Andrews, d'Escòcia. Conté bibliografia nombrosa i detallada sobre matemàtiques, així com informació sobre els avenços en diverses àrees de les matemàtiques. Aquest lloc ha guanyat nombrosos premis.
L'arxiu de la història de la matemàtica és part d'un projecte més ampli anomenat sistema MacTutor per a les matemàtiques (Mathematical MacTutor system en anglès), creat pels mateixos autors. Consisteix en una base de dades HyperCard d'uns 18 megabytes, amb unes 2000 fitxes. MacTutor abasta una àmplia gamma d'àrees de les matemàtiques, encara que el seu contingut s'ha polaritzat per l'interès i l'entusiasme dels seus autors, que s'han centrat en facetes on creuen que l'ordinador, i en particular les capacitats gràfiques del Macintosh, pot proporcionar resultats impossible d'obtenir d'altra manera. Així, a més dels temes de l'anàlisi matemàtica que es poden trobar a qualsevol programari de matemàtiques, MacTutor està especialment dedicat a la geometria, l'àlgebra (especialment la teoria de grups), la teoria de grafs, i la teoria de nombres, i té una base de dades de la història de les matemàtiques molt extensa. Inclou seccions sobre estadística, matrius i anàlisi complexa.